# Минимальный размер оплаты труда в Чехии
Минимальный размер оплаты труда в Чехии - это самая низкая ежемесячная и почасовая оплата труда, что работодатели по закону имеют права выплачивать своим работникам в Чехии. Сумма решается чешским правительством. 
Чехословакия присоединилась к Конвенции о внедрении методов минимального размера оплаты труда в 1950 году, когда была ратифицирована Генеральным директором Международного бюро труда (12 июня). Ровно через год, 12 июня 1951 года, он вступил в силу для Чехословацкой Республики. В октябре 1990 года Федеральное министерство иностранных дел Чехии опубликовала текст конвенции в Официальном вестнике, тем самым подтверждая свою поддержку в реконструкции правовой системы. В феврале 1991 года минимальный размер оплаты труда составил 2000 CZK в месяц, и 10,80 CZK в час. Он установлен законом для всей территории государства. В указанных случаях могут использоваться более низкие ставки - например, для пенсионера с частичной нетрудоспособностью или несовершеннолетнего сотрудника. Изменение минимального размера оплаты труда, установленном в последующие годы, всегда приходилось на 1 января или 1 июля. В 2006 году правительство издало постановление №. 567/2006 Coll., который регулирует минимальный размер оплаты труда (и тарифно гарантированную плату) для реализации нового Трудового кодекса. 262/2006 Coll., который был принят в том же году в контексте гармонизации законодательства при присоединении к Европейскому союзу. Постановление, вступившее в силу с 1 января 2007 года, устанавливает минимальную ставку заработной платы для еженедельного рабочего времени в 40 часов 8000 CZK в месяц или 48,30 CZK в час. И неизменная минимальная заработная плата оставалась еще на 5 лет. Изменение ставки не состоялось в начале 2013 года, Приказ правительства № 246/2012 Coll. только унифицировали до сих пор разные ставки для инвалидов, подростков и т. д. на единую сумму в 8000 CZK. Выпуская июльский приказ правительства № 210/2013 Coll. Тем не менее, наблюдается увеличение минимальной заработной платы крон 8500 CZK с вступлением в силу с 1 августа 2013 года В апреле 2014 года премьер - министр Богуслав Соботка на съезде ČMKOS предварительно обещал дальнейший рост в 500 CZK с января 2015 года.  В начале июня 2014 года это обещание было подтверждено трехсторонним соглашением. В сентябре 2014 года правительство утвердило повышение минимальной заработной платы с начала 2015 года на 700 CZK, до 9 200 CZK. Во второй половине августа 2015 года правительство дополнительно решило повысть минимальный размер оплаты труда на ту же сумму до 9900 CZK, 1 января 2016 года Министр труда и социальных дел Михаела Марксова предложила увеличение минимального размера оплаты труда с января 2017 года на 11 % до 11 000 CZK и правительство одобрило повышение 5 октября 2016 года. В мае 2017 года премьер - министр Богуслав Соботка заявил в ходе парламентских интерпелляций намерение повысить минимальный размер оплаты труда с начала 2018 года до 12200 CZK, правительство одобрило повышение в августе того же года. С 1 января 2018 года минимальный размер оплаты труда (брутто) составил 12200 CZK в месяц и 73.2 CZK в час. С 1 января 2019 года минимальный размер оплаты труда (брутто) составил 13350 CZK в месяц и 83.43 CZK в час. С 1 января 2020 года минимальный размер оплаты труда (брутто) составил 14600 CZK в месяц и 86.90 CZK в час. С 1 января 2021 года минимальный размер оплаты труда (брутто) составил 15200 CZK в месяц и 90.50 CZK в час. С 1 января 2022 года минимальный размер оплаты труда (брутто) составит 16200 CZK в месяц. С 1 января 2023 года минимальный размер оплаты труда (брутто) составит 17300 CZK в месяц. С 1 января 2024 года минимальный размер оплаты труда (брутто) составит 18900 CZK в месяц. С 1 января 2025 года минимальный размер оплаты труда (брутто) составит 20800 CZK в месяц.
На диаграмме, показана история развития минимального размера оплаты труда в Чешской Республике с 1991 года .